# Lommatjärnen (Stora Lundby socken, Västergötland, södra)
Lommatjärnen är en sjö i Lerums kommun i Västergötland och ingår i Göta älvs huvudavrinningsområde.